# Championnat d'Arménie de football 2020-2021
Navigation
Édition précédente Édition suivante
La saison 2020-2021 de Ligue supérieure est la 29e édition du Championnat d'Arménie de football. Lors de cette saison, le FC Ararat-Armenia tente de conserver son titre de champion d'Arménie. Trois places sont qualificatives pour les compétitions européennes, la quatrième place étant celle du vainqueur de la Coupe d'Arménie 2020-2021.
Le championnat est disputé par neuf équipes qui s'affrontent trois fois pour un total de 24 rencontres chacune afin de déterminer le classement final. Le vainqueur de la compétition est titré champion d'Arménie et se qualifie pour le premier tour qualificatif de la Ligue des champions 2021-2022 tandis que les deux autres premiers accèdent au premier tour de qualification de la Ligue Europa Conférence 2021-2022. À l'autre bout du classement, le dernier se qualifie pour un barrage de relégation.
La première partie de saison est marquée par l'abandon du Gandzasar Kapan durant le mois de novembre 2020. Le Lori FC abandonne à son tour en avril 2021.
L'Alashkert FC est sacré pour la 4e fois champion d'Arménie, à l'issue de la dernière journée.

## Clubs participants
Légende des couleurs
- Premier tour de qualification de la Ligue des champions 2020-2021
- Premier tour de qualification de la Ligue Europa 2020-2021
- Promu de deuxième division 2019

| Club              | Présent depuis | Classement 2019-2020 | Stade                                    | Capacité théorique |
| ----------------- | -------------- | -------------------- | ---------------------------------------- | ------------------ |
| FC Ararat-Armenia | 2018           | 1                    | Stade de l'académie de football d'Erevan | 1 427              |
| FC Noah           | 2018           | 2                    | Stade Alashkert                          | 6 800              |
| Alashkert FC      | 2013           | 3                    | Stade Alashkert                          | 6 800              |
| Shirak FC         | 1992           | 4                    | Stade municipal de Gyumri                | 4 500              |
| Lori FC           | 2018           | 5                    | Stade de l'académie de football Vanadzor | 880                |
| Ararat Erevan     | 2011           | 6                    | Stade Républicain Vazgen-Sargsian        | 14 403             |
| Urartu Erevan     | 2001           | 7                    | Stade Urartu                             | 4 860              |
| FC Pyunik         | 2001           | 8                    | Stade Républicain Vazgen-Sargsian        | 14 403             |
| Gandzasar Kapan   | 2006           | 9                    | Stade de l'académie de football d'Erevan | 1 427              |
| FC Van            | 2020           | 1 (D2)               | Stade municipal de Charentsavan          | 5 000              |

## Compétition
Les neuf participants s'affrontent à trois reprises, dont au moins une fois à domicile et à l'extérieur, pour un total de 24 matchs chacun.

### Classement
Le classement est établi sur le barème de points classique (victoire à 3 points, match nul à 1, défaite à 0).
Pour départager les égalités, un match d'appui est disputé en cas d'égalité pour la première place. Dans les autres cas, on tient d'abord compte du nombre de matchs gagnés, puis des points en confrontations directes, puis du nombre de matchs gagnés en confrontations directes, puis de la différence de buts en confrontations directes, puis du nombre de buts marqués en confrontations directes puis du nombre total de victoires, puis de la différence de buts générale et enfin du nombre total de buts marqués.
| Rang | Équipe              | Pts | J  | G  | N | P  | Bp | Bc | Diff |
| ---- | ------------------- | --- | -- | -- | - | -- | -- | -- | ---- |
| 1    | Alashkert FC        | 46  | 24 | 13 | 7 | 4  | 25 | 15 | +10  |
| 2    | FC Noah S           | 41  | 24 | 12 | 5 | 7  | 35 | 20 | +15  |
| 3    | FC Urartu           | 41  | 24 | 12 | 5 | 7  | 28 | 19 | +9   |
| 4    | Ararat Erevan C     | 40  | 24 | 11 | 7 | 6  | 34 | 18 | +16  |
| 5    | FC Ararat-Armenia T | 38  | 24 | 10 | 8 | 6  | 32 | 17 | +15  |
| 6    | FC Van P            | 31  | 24 | 9  | 4 | 11 | 25 | 30 | -5   |
| 7    | FC Pyunik           | 25  | 24 | 6  | 7 | 11 | 20 | 18 | +2   |
| 8    | Lori FC             | 23  | 24 | 7  | 2 | 15 | 16 | 44 | -28  |
| 9    | Shirak FC           | 13  | 24 | 2  | 7 | 15 | 19 | 53 | -34  |
| 10   | Gandzasar Kapan     | 0   | 0  | 0  | 0 | 0  | 0  | 0  | 0    |

|  | Qualification pour le premier tour de qualification de la Ligue des champions 2021-2022.                                  |
|  | Qualification pour le premier tour de qualification de la Ligue Europa Conférence 2021-2022.                              |
|  | Relégation en deuxième division                                                                                           |
|  | Abandon. |
|  | T : Tenant du titre C : Vainqueur de la Coupe d'Arménie 2020-2021 P : Promu S : Vainqueur de la Supercoupe d'Arménie 2020 |

1. ↑  Le Lori FC annonce son retrait de la compétition le 5 avril 2021[2]. L'ensemble de ses matchs restants sont comptés comme des défaites techniques 3-0.
2. ↑  Le Gandzasar Kapan se retire de la compétition au début du mois de novembre 2020 pour des raisons financières[3]. L'intégralité de ses résultats sont annulés.

### Matchs
| Résultats (▼dom., ►ext.)                                   | ALA | ARA | AAR | LOR | NOA | PYU | SHI | URA | VAN | ALA | ARA | AAR | LOR | NOA | PYU | SHI | URA | VAN |
| Alashkert FC                                               |     | 1-2 | 0-0 | 2-1 | 1-0 | 0-0 | 0-0 | 1-2 | 2-1 |     |     | 1-0 | 3-0 |     | 1-0 |     | 1-0 |     |
| Ararat Erevan                                              | 0-1 |     | 1-0 | 3-0 | 1-1 | 1-0 | 4-0 | 2-0 | 0-0 | 0-0 |     |     | 3-0 | 2-3 |     | 5-2 |     |     |
| FC Ararat-Armenia                                          | 1-2 | 0-0 |     | 1-2 | 3-1 | 2-1 | 7-0 | 0-1 | 3-0 |     | 1-1 |     |     | 0-0 |     | 2-1 |     | 2-3 |
| Lori FC                                                    | 0-1 | 1-0 | 0-1 |     | 2-0 | 1-0 | 3-2 | 1-1 | 0-1 |     |     | 0-3 |     | 0-3 |     | 0-3 | 0-3 |     |
| FC Noah                                                    | 1-2 | 2-1 | 0-0 | 3-1 |     | 0-1 | 2-2 | 1-1 | 4-0 | 1-0 |     |     |     |     | 1-0 | 3-0 |     | 1-2 |
| FC Pyunik                                                  | 1-1 | 1-1 | 0-1 | 1-1 | 0-1 |     | 0-2 | 0-0 | 0-0 |     | 1-2 | 0-0 | 3-0 |     |     |     | 0-1 |     |
| Shirak FC                                                  | 1-1 | 0-3 | 2-2 | 0-1 | 0-3 | 0-2 |     | 0-3 | 0-0 | 0-0 |     |     |     |     | 1-5 |     | 1-1 | 1-2 |
| FC Urartu                                                  | 1-2 | 2-0 | 1-2 | 3-0 | 1-3 | 0-1 | 1-0 |     | 2-0 |     | 1-0 | 0-0 |     | 1-0 |     |     |     | 2-1 |
| FC Van                                                     | 0-1 | 0-1 | 0-1 | 1-2 | 0-1 | 1-0 | 3-1 | 3-1 |     | 3-1 | 1-1 |     | 3-0 |     | 0-3 |     |     |     |
| - Victoire à domicile - Match nul - Victoire à l'extérieur |     |     |     |     |     |     |     |     |     |     |     |     |     |     |     |     |     |     |

## Bilan de la saison
| Championnat d'Arménie de football 2020-2021 |                         |
| Champion                                    | Alashkert FC (4e titre) |
| Dauphin                                     | FC Noah                 |
| Coupes et trophées                          |                         |
| Vainqueur de la Coupe d'Arménie 2020-2021   | Ararat Erevan           |
| Vainqueur de la Supercoupe d'Arménie 2020   | FC Noah                 |
| Qualifications continentales                |                         |
| Ligue des champions 2021-2022               | Alashkert FC            |
| Ligue Europa Conférence 2021-2022           | FC Noah                 |
| Ligue Europa Conférence 2021-2022           | Ararat Erevan           |
| Ligue Europa Conférence 2021-2022           | FC Urartu               |
| Promotions et relégations                   |                         |
| Promus en première division                 | BKMA Erevan             |
| Promus en première division                 | Noravank                |
| Promus en première division                 | Sevan FC                |
| Relégués en deuxième division               | Shirak FC               |